# Ommatius ovatus
Ommatius ovatus är en tvåvingeart som beskrevs av Scarbrough 2002. Ommatius ovatus ingår i släktet Ommatius och familjen rovflugor.
Artens utbredningsområde är Peru. Inga underarter finns listade i Catalogue of Life.